# سری پی‌سی-۸۸۰۰

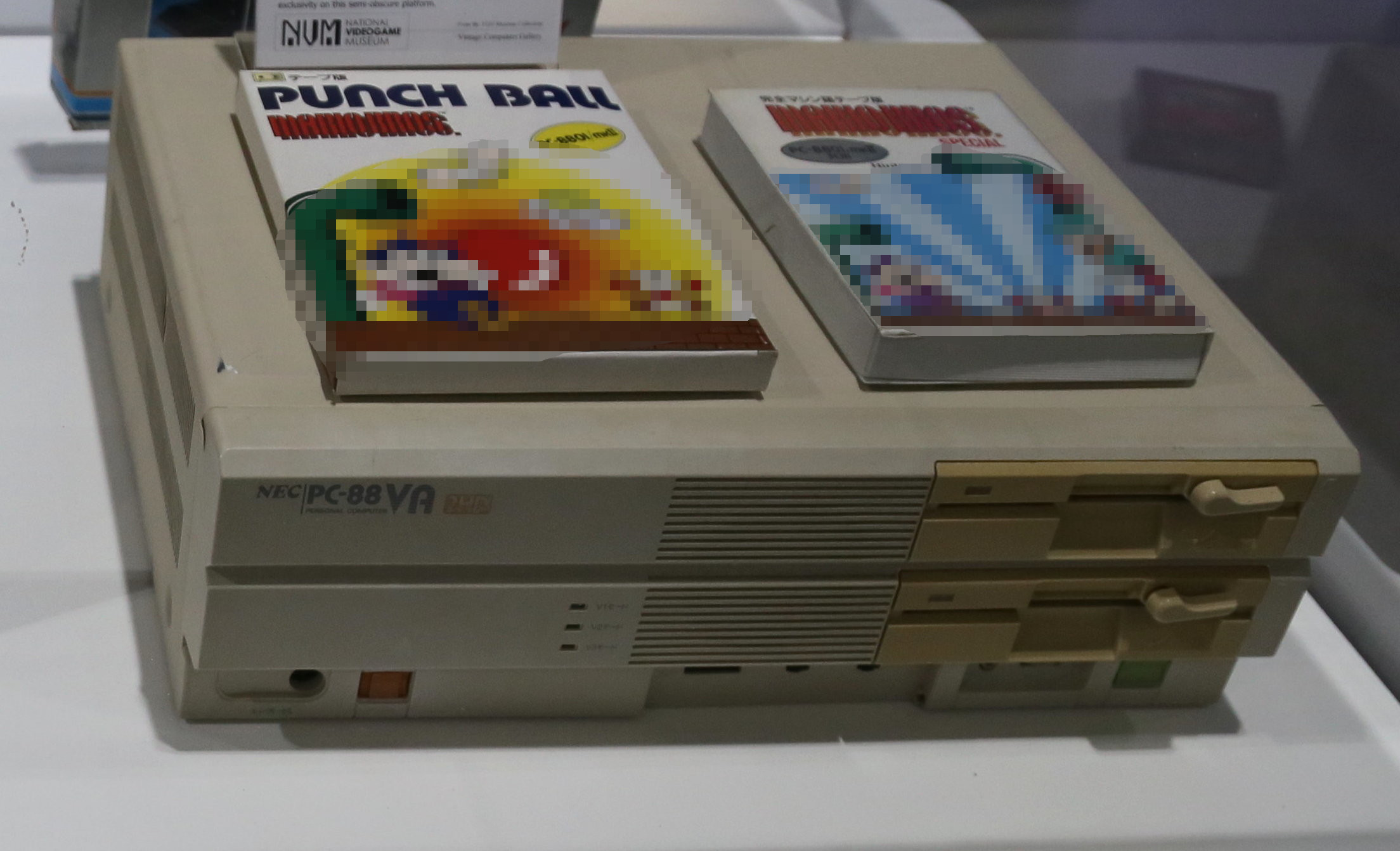
سری «پی‌سی-۸۸۰۰»

سری «پی‌سی-۸۸۰۰» (به انگلیسی: PC-8800) رایانه‌های خانگی تولید شده براساس تراشه زد۸۰ می‌باشند که توسط شرکت «ان‌ای‌سی» و در سال ۱۹۸۱ میلادی در ژاپن تولید و عرضه گردید. سری «پی سی-۸۸۰۰» در محافل غیررسمی با عنوان «پی سی-۸۸» نامیده می‌شود.
شعبه آمریکای شرکت «ان‌ای‌سی»، مدل‌های مختلفی از سری «پی سی-۸۸۰۰» را در ایالات متحده آمریکا به بازار عرضه نمود.

## لیست مدل‌ها
| سال تولید | نام مدل         | مدل             | سی‌پی‌یو                     | حافظه رَم     | VRAM         | حالت گرافیکی N | حالت گرافیکی V1 | حالت گرافیکی V2 | حالت گرافیکی V3 | صدا                                                | درگاه ورودی یا خروجی ۹ پین D-sub آتاری | فلاپی دیسک                 | سی‌دی-رام | توضیحات                                                |
| --------- | --------------- | --------------- | -------------------------- | ------------ | ------------ | -------------- | --------------- | --------------- | --------------- | -------------------------------------------------- | -------------------------------------- | -------------------------- | -------- | ------------------------------------------------------ |
| ۱۹۸۱      | PC-8801         | PC-8801         | NEC µPD780C ۴ مگاهرتز      | ۶۴ کیلوبایت  | ۴۸ کیلوبایت  | بله            | بله             | خیر             | خیر             | بیپ ساده داخلی مانند رایانه «آی‌بی‌ام» یا «اسپکتروم» | خیر                                    | خیر                        | خیر      |                                                        |
| ۱۹۸۳      | PC-8801 mkII    | مدل ۱۰          | NEC µPD780C ۴ مگاهرتز      | ۶۴ کیلوبایت  | ۴۸ کیلوبایت  | بله            | بله             | خیر             | خیر             | بیپ ساده داخلی                                     | خیر                                    | خیر                        | خیر      |                                                        |
| ۱۹۸۳      | PC-8801 mkII    | مدل ۲۰          | NEC µPD780C ۴ مگاهرتز      | ۶۴ کیلوبایت  | ۴۸ کیلوبایت  | بله            | بله             | خیر             | خیر             | بیپ ساده داخلی                                     | خیر                                    | ۱ عدد ۵٫۲۵ اینچ            | خیر      |                                                        |
| ۱۹۸۳      | PC-8801 mkII    | مدل ۳۰          | NEC µPD780C ۴ مگاهرتز      | ۶۴ کیلوبایت  | ۴۸ کیلوبایت  | بله            | بله             | خیر             | خیر             | بیپ ساده داخلی                                     | خیر                                    | ۲ عدد ۵٫۲۵ اینچ            | خیر      |                                                        |
| ۱۹۸۵      | PC-8801 mkII SR | مدل ۱۰          | NEC µPD780C ۴ مگاهرتز      | ۶۴ کیلوبایت  | ۴۸ کیلوبایت  | بله            | بله             | بله             | خیر             | یاماها YM2203 مونو                                 | بله                                    | خیر                        | خیر      | حالت گرافیکی V2 برای اجرای اکثر بازی‌های PC-88 معرفی شد |
| ۱۹۸۵      | PC-8801 mkII SR | مدل ۲۰          | NEC µPD780C ۴ مگاهرتز      | ۶۴ کیلوبایت  | ۴۸ کیلوبایت  | بله            | بله             | بله             | خیر             | یاماها YM2203 مونو                                 | بله                                    | ۱ عدد ۵٫۲۵ اینچ            | خیر      | حالت گرافیکی V2 برای اجرای اکثر بازی‌های PC-88 معرفی شد |
| ۱۹۸۵      | PC-8801 mkII SR | مدل ۳۰          | NEC µPD780C ۴ مگاهرتز      | ۶۴ کیلوبایت  | ۴۸ کیلوبایت  | بله            | بله             | بله             | خیر             | یاماها YM2203 مونو                                 | بله                                    | ۲ عدد ۵٫۲۵ اینچ            | خیر      | حالت گرافیکی V2 برای اجرای اکثر بازی‌های PC-88 معرفی شد |
| ۱۹۸۵      | PC-8801 mkII TR | PC-8801 mkII TR | NEC µPD780C ۴ مگاهرتز      | ۶۴ کیلوبایت  | ۴۸ کیلوبایت  | بله            | بله             | بله             | خیر             | یاماها YM2203 مونو                                 | بله                                    | ۲ عدد ۵٫۲۵ اینچ            | خیر      | PC-8801 mkII SR همراه با یک مودم ۳۰۰ بیت بر ثانیه      |
| ۱۹۸۵      | PC-8801 mkII FR | مدل ۱۰          | NEC µPD780C ۴ مگاهرتز      | ۶۴ کیلوبایت  | ۴۸ کیلوبایت  | خیر            | بله             | بله             | خیر             | یاماها YM2203 مونو                                 | بله                                    | خیر                        | n        | نسخه کاهش قیمت یافته مدل PC-8801 mkIISR                |
| ۱۹۸۵      | PC-8801 mkII FR | مدل ۲۰          | NEC µPD780C ۴ مگاهرتز      | ۶۴ کیلوبایت  | ۴۸ کیلوبایت  | خیر            | بله             | بله             | خیر             | یاماها YM2203 مونو                                 | بله                                    | ۱ عدد ۵٫۲۵ اینچ            | n        | نسخه کاهش قیمت یافته مدل PC-8801 mkIISR                |
| ۱۹۸۵      | PC-8801 mkII FR | مدل ۳۰          | NEC µPD780C ۴ مگاهرتز      | ۶۴ کیلوبایت  | ۴۸ کیلوبایت  | خیر            | بله             | بله             | خیر             | یاماها YM2203 مونو                                 | بله                                    | ۲ عدد ۵٫۲۵ اینچ            | n        | نسخه کاهش قیمت یافته مدل PC-8801 mkIISR                |
| ۱۹۸۵      | PC-8801 mkII MR | PC-8801 mkII MR | NEC µPD780C ۴ مگاهرتز      | ۱۹۲ کیلوبایت | ۴۸ کیلوبایت  | خیر            | بله             | بله             | خیر             | یاماها YM2203 مونو                                 | بله                                    | ۲ عدد ۵٫۲۵ اینچ ظرفیت بالا | خیر      |                                                        |
| ۱۹۸۶      | PC-8801 FH      | مدل ۱۰          | NEC µPD70008 ۸ مگاهرتز     | ۶۴ کیلوبایت  | ۴۸ کیلوبایت  | خیر            | بله             | بله             | خیر             | یاماها YM2203 مونو                                 | بله                                    | خیر                        | خیر      |                                                        |
| ۱۹۸۶      | PC-8801 FH      | مدل ۲۰          | NEC µPD70008 ۸ مگاهرتز     | ۶۴ کیلوبایت  | ۴۸ کیلوبایت  | خیر            | بله             | بله             | خیر             | یاماها YM2203 مونو                                 | بله                                    | ۱ عدد ۵٫۲۵ اینچ            | خیر      |                                                        |
| ۱۹۸۶      | PC-8801 FH      | مدل ۳۰          | NEC µPD70008 ۸ مگاهرتز     | ۶۴ کیلوبایت  | ۴۸ کیلوبایت  | خیر            | بله             | بله             | خیر             | یاماها YM2203 مونو                                 | بله                                    | ۲ عدد ۵٫۲۵ اینچ            | خیر      |                                                        |
| ۱۹۸۶      | PC-8801 MH      | PC-8801 MH      | NEC µPD70008 ۸ مگاهرتز     | ۱۹۲ کیلوبایت | ۴۸ کیلوبایت  | خیر            | بله             | بله             | خیر             | یاماها YM2203 مونو                                 | بله                                    | ۲ عدد ۵٫۲۵ اینچ ظرفیت بالا | خیر      |                                                        |
| ۱۹۸۷      | PC-88 VA        | PC-88 VA        | NEC V50 (PD9002) ۸ مگاهرتز | ۵۱۲ کیلوبایت | ۲۵۶ کیلوبایت | خیر            | بله             | بله             | بله             | یاماها YM2203 مونو                                 | بله                                    | ۲ عدد ۵٫۲۵ اینچ ظرفیت بالا | n        | ارتقاء سی‌پی‌یو (۸ بیت به ۱۶ بیت)                        |
| ۱۹۸۷      | PC-8801 FA      | PC-8801 FA      | NEC µPD70008 ۸ مگاهرتز     | ۶۴ کیلوبایت  | ۴۸ کیلوبایت  | خبر            | بله             | بله             | خیر             | یاماها YM2608 استریو + ماجول مونو                  | بله                                    | ۲ عدد ۵٫۲۵ اینچ ظرفیت بالا | خیر      | قابلیت ارتقاء کارت صدا (88FH + یاماها YM2608)          |
| ۱۹۸۷      | PC-8801 MA      | PC-8801 MA      | NEC µPD70008 ۸ مگاهرتز     | ۱۹۲ کیلوبایت | ۴۸ کیلوبایت  | خیر            | بله             | بله             | خیر             | یاماها YM2608 استریو + ماجول مونو                  | بله                                    | ۲ عدد ۵٫۲۵ اینچ ظرفیت بالا | خیر      | قابلیت ارتقاء کارت صدا (88FH + یاماها YM2608)          |
| ۱۹۸۸      | PC-88 VA2       | PC-88 VA2       | NEC V50 (PD9002) ۸ مگاهرتز | ۵۱۲ کیلوبایت | ۲۵۶ کیلوبایت | خیر            | بله             | بله             | بله             | یاماها YM2608 استریو + ماجول مونو                  | بله                                    | ۲ عدد ۵٫۲۵ اینچ ظرفیت بالا | خیر      |                                                        |
| ۱۹۸۸      | PC-88 VA3       | PC-88 VA3       | NEC V50 (PD9002) ۸ مگاهرتز | ۵۱۲ کیلوبایت | ۲۵۶ کیلوبایت | خیر            | بله             | بله             | بله             | یاماها YM2608 استریو + ماجول مونو                  | بله                                    | ۲ عدد ۵٫۲۵ اینچ ظرفیت بالا | خیر      |                                                        |
| ۱۹۸۸      | PC-8801 FE      | PC-8801 FE      | NEC µPD70008 ۸ مگاهرتز     | ۶۴ کیلوبایت  | ۴۸ کیلوبایت  | خیر            | بله             | بله             | خیر             | یاماها YM2203 مونو                                 | بله                                    | ۲ عدد ۵٫۲۵ اینچ            | خیر      | خروجی تلویزیون (ان‌تی‌اس‌سی) کامپوزیت ویدئو               |
| ۱۹۸۸      | PC-8801 MA2     | PC-8801 MA2     | NEC µPD70008 ۸ مگاهرتز     | ۱۹۲ کیلوبایت | ۴۸ کیلوبایت  | خیر            | بله             | بله             | خیر             | یاماها YM2608 استریو + ماجول مونو                  | بله                                    | ۲ عدد ۵٫۲۵ اینچ ظرفیت بالا | خیر      |                                                        |
| ۱۹۸۹      | PC-8801 FE2     | PC-8801 FE2     | NEC µPD70008 ۸ مگاهرتز     | ۶۴ کیلوبایت  | ۴۸ کیلوبایت  | خیر            | بله             | بله             | خیر             | یاماها YM2203 مونو                                 | بله                                    | ۲ عدد ۵٫۲۵ اینچ            | خیر      |                                                        |
| ۱۹۸۹      | PC-8801 MC      | مدل ۱           | NEC µPD70008 ۸ مگاهرتز     | ۱۹۲ کیلوبایت | ۴۸ کیلوبایت  | خیر            | بله             | بله             | خیر             | یاماها YM2608 استریو + ماجول مونو                  | بله                                    | ۲ عدد ۵٫۲۵ اینچ ظرفیت بالا | اختیاری  |                                                        |
| ۱۹۸۹      | PC-8801 MC      | مدل ۲           | NEC µPD70008 ۸ مگاهرتز     | ۱۹۲ کیلوبایت | ۴۸ کیلوبایت  | خیر            | بله             | بله             | خیر             | یاماها YM2608 استریو + ماجول مونو                  | بله                                    | ۲ عدد ۵٫۲۵ اینچ ظرفیت بالا | بله      |                                                        |

## سخت‌افزار
رایانه «پی سی-۸۸۰۱اس آر» در زمان خود دارای نمایش با رزولوشن بالایی بود، اما فقط توانایی پخش ۸ رنگ از مجموع ۵۱۲ رنگ را به صورت همزمان داشت. حالت گرافیکی ۶۴۰ × ۴۰۰ فقط به شکل سیاه و سفید پخش می‌گردید. صدای تولیدی توسط این رایانه نیز به پیشرفته تر از نمونه اصوات تولید شده توسط سیستم‌های هم عصر خود بود.
- حالت گرافیکی N: حالت گرافیکی سازگار با رایانه‌های سری «پی سی-۸۰۰۰»
- حالت گرافیکی V1: وضوح تصویر ۶۴۰ × ۲۰۰ با ۸ رنگ، ۶۴۰ × ۴۰۰ دو رنگ
- حالت گرافیکی V2: وضوح تصویر ۶۴۰ × ۲۰۰ با توانایی پخش ۸ رنگ از ۵۱۲ رنگ، ۶۴۰ × ۴۰۰ با توانایی پخش ۲ رنگ
- حالت گرافیکی V3: وضوح تصویر ۶۴۰ × ۲۰۰ توانایی پخش ۶۵۵۳۶ رنگ، ۶۴۰ × ۴۰۰ توانایی پخش ۲۵۶ رنگ از ۶۵۵۳۶ رنگ، ۳۲۰ × ۲۰۰ توانایی پخش ۶۵۵۳۶ رنگ، ۳۲۰ × ۴۰۰ توانایی پخش ۶۴ رنگ از مجموع ۶۵۵۳۶
- رایانه «پی سی-۸۸۰۱/پی سی-۸۸۰۱ mkII»[پانویس ۳]
  - سی پی یو: NEC PD780C-1 (سازگار با تراشه زد۸۰آ)[پانویس ۴]
  - رزولوشن: (حالت گرافیکی N/حالت گرافیکی V1)
  - حافظه: ۴۰+۸+۲۴ = ۷۲ کیلوبایت حافظه رام، ۶۴+۴۸ = ۱۱۲ کیلوبایت حافظه رَم
  - صدا: فقط به صورت «بیپ»[پانویس ۵]
- رایانه «پی سی-۸۸۰۱» مدل (mkIISR/TR/FR/MR)[پانویس ۶]
  - سی پی یو: NEC PD780C-1 (سازگار با تراشه زد۸۰آ)
  - رزولوشن: مدل SR/TR (حالت گرافیکی N/حالت گرافیکی V1/حالت گرافیکی V2)، مدل FR/MR (حالت گرافیکی V1/حالت گرافیکی V2)
  - حافظه: ۴۰+۸+۲۴ = ۷۲ کیلوبایت حافظه رام، ۶۴+۴۸+۴ = ۱۱۶ کیلوبایت حافظه رَم (مدل MR = ۲۴۴ کیلوبایت)
  - صدا: «بیپ» + تراشه «یاماها YM2203» (سه کانال FM، سه تراشه SSG) به صورت مونو
- رایانه «پی سی-۸۸۰۱» مدل (FH/MH/FE/FE2)[پانویس ۷]
  - سی پی یو: µPD70008 (سازگار با تراشه زد۸۰اچ)[پانویس ۸]
  - رزولوشن: (حالت گرافیکی V1/حالت گرافیکی V2)
  - حافظه: ۴۰+۸+۲۴ = ۷۲ کیلوبایت حافظه رام، ۶۴+۴۸+۴ = ۱۱۶ کیلوبایت حافظه رَم (مدل MH = ۲۴۴ کیلوبایت)
  - صدا: «بیپ» + تراشه «یاماها YM2203» (سه کانال FM، سه تراشه SSG) به صورت مونو
- رایانه «پی سی-۸۸۰۱» مدل (FA/MA/MA2/MC)[پانویس ۹]
  - سی پی یو: µPD70008 (سازگار با تراشه زد۸۰اچ)
  - رزولوشن: (حالت گرافیکی V1/حالت گرافیکی V2)
  - حافظه: ۴۰+۸+۲۴ = ۷۲ کیلوبایت حافظه رام، ۶۴+۴۸+۴ = ۱۱۶ کیلوبایت حافظه رَم (مدل‌های MA/MA2/MC = ۲۴۴ کیلوبایت)
  - صدا: «بیپ» + تراشه «یاماها YM2608» (۶ کانال FM، سه تراشه SSG، شش ریتم) استریو + یک ماجول مونو
- رایانه «پی سی-۸۸» مدل (VA/VA2/VA3)
  - سی پی یو: NEC V50 (µPD9002) با سرعت ۸ مگاهرتز
  - رزولوشن: (حالت گرافیکی V1/حالت گرافیکی V2/ حالت گرافیکی V3)
  - حافظه: ۴۰+۸+۲۴ = ۷۲ کیلوبایت حافظه رام، ۵۱۲+۴۸+۲۵۶ = ۸۱۶ کیلوبایت حافظه رَم
  - صدا: (مدل VA) «بیپ» + تراشه «یاماها YM2203» (سه کانال FM، سه تراشه SSG) به صورت مونو، (مدل VA2/VA3) «بیپ» + تراشه «یاماها YM2608» (شش کانال FM، سه تراشه SSG، شش ریتم) استریو + یک ماجول مونو

## نرم‌افزار
شرکت‌هایی که به صورت اختصاصی برای رایانه‌های NEC PC-8801 اقدام به تولید نرم‌افزار نمودند شامل انیکس، اسکوئر، سگا، نیهون فالکوم، باندای، HAL Laboratory، اَسکی، پونی کانیون، Technology and Entertainment Software، ولف تیم، دِمپا، چمپیون سافت، استارکرافت، میکرو کابین، PSK و Bothtec می‌باشند. تعدادی از بازی‌های تولید شده برای رایانه‌های «پی سی-۸۸۰۱» از جمله محصولات تولیدی شرکت‌های گیم آرتز، اِلف کورپوریشن و کونامی، به صورت مشترک برای رایانه خانگی ام‌اس‌ایکس نیز تولید گردیدند. بسیاری از سری بازی‌های مشهور، ابتدا بر روی رایانه‌های NEC PC-8801 ساخته شدند به طور مثال می‌توان به سری بازی‌های اسنچر، تکسدر، دراگون اسلیر، RPG Maker, و «وای-اس» اشاره کرد.
شرکت «هادسون سافت» لایسنس انتشار تعدادی از بازی‌های خانواده نینتندو را جهت پورت بر روی این رایانه خانگی، از شرکت نینتندو به دست آورد. بازی‌های Excitebike, جنگ بالون‌ها، تنیس (محصول ۱۹۸۴), دانکی کونگ ۳، گلف (محصول ۱۹۸۴) و آیس کلایمبر از جمله این باری‌ها بودند و یک بازی ویژه از سری «سوپر ماریو» با نام «سوپر ماریو ویژه».
این رایانه همچنین دارای زبان برنامه‌نویسی بیسک مخصوص به خود با نام N88-BASIC بود.

## همسنگ‌های انگلیسی
1. ↑  PC-88
2. ↑  PC-8801SR
3. ↑  PC-8801/PC8801mkII
4. ↑  Z80A
5. ↑  beep
6. ↑  PC-8801mkIISR/TR/FR/MR
7. ↑  PC-8801FH/MH/FE/FE2
8. ↑  Z80H
9. ↑  PC-8801FA/MA/MA2/MC
10. ↑  Enix
11. ↑  Nihon Falcom
12. ↑  Bandai
13. ↑  ASCII Corporation
14. ↑  Pony Canyon
15. ↑  Wolf Team
16. ↑  Dempa
17. ↑  Champion Soft
18. ↑  Starcraft
19. ↑  Micro Cabin
20. ↑  Game Arts
21. ↑  ELF Corporation
22. ↑  Snatcher
23. ↑  Thexder
24. ↑  Dragon Slayer
25. ↑  Ys
26. ↑  Balloon Fight
27. ↑  Donkey Kong 3
28. ↑  Ice Climber
29. ↑  Super Mario Bros.
30. ↑  Super Mario Bros. Special.